# SN 2007fx
SN 2007fx – supernowa typu Ia odkryta 14 lipca 2007 roku w galaktyce A205557-0541. W momencie odkrycia miała maksymalną jasność 18,50m.